# دالي هوكينز
دالي هوكينز (بالإنجليزية: Dale Hawkins)‏ هو منتج أسطوانات وملحن وعازف قيثارة ومغن مؤلف ومغني أمريكي، ولد في 22 أغسطس 1936 في مقاطعة سانت ماري في الولايات المتحدة، وتوفي في 13 فبراير 2010 في ليتل روك في الولايات المتحدة بسبب سرطان القولون.

## وصلات خارجية
- دالي هوكينز على موقع IMDb (الإنجليزية)
- دالي هوكينز على موقع ميوزك برينز (الإنجليزية)
- دالي هوكينز على موقع إن إن دي بي (الإنجليزية)
- دالي هوكينز على موقع أول ميوزيك (الإنجليزية)
- دالي هوكينز على موقع ديسكوغز (الإنجليزية)